# Dasiproctídeos
Dasiproctídeos (Dasyproctidae) é uma família de roedores sul-americanos, conhecidos vulgarmente como cutias.

## Classificação
Táxons fósseis seguem McKenna e Bell (1997), com modificações seguindo Kramarz (2005).
- Família Dasiproctídeos
  - Gênero †Alloiomys (Vucetich, 1977)
  - Gênero †Australoprocta (Kramarz, 1998)
  - Gênero †Branisamys (Hoffstetter e Lavocat, 1970)
  - Gênero †Incamys (Hoffstetter e Lavocat, 1970)
  - Gênero †Neoreomys (Ameghino, 1887)
  - Gênero †Megastus (Roth, 1898)
  - Gênero †Palmiramys (Kraglievich, 1932)
  - Gênero Dasyprocta (Illiger, 1811)
  - Gênero Myoprocta (Thomas, 1903)